# Gang de requins
Pour plus de détails, voir Fiche technique et Distribution.
Gang de requins (Shark Tale) est un film d'animation américain réalisé par Éric Bergeron, Vicky Jenson et Rob Letterman pour DreamWorks Animation et sorti en 2004.
Oscar, modeste employé au LavO'Baleine, rêve de gloire. Pour frayer avec le gratin, il profite d'un malentendu : étant témoin de la mort d'un requin blessé mortellement par une ancre, il se fait passer pour un valeureux tueur de squales grâce à l'amitié d'un requin végétarien : Lenny.

## Synopsis
Dans le Southside Reef, un humble labre nettoyeur hawaïen nommé Oscar fantasme d'être riche et célèbre. Il doit de l'argent à son patron, un poisson-globe nommé Sykes qui en doit pour la pègre de Don Lino. Son meilleur ami, un poisson-ange nommé Angie, lui offre une perle qui était un cadeau de sa grand-mère pour mettre en gage et payer sa dette. Pendant ce temps, Don Lino, le patron d'une foule de requins, d'épaulards, d'espadon et de poulpes, n'aime pas que son fils Lenny soit végétarien. Don Lino ordonne à son violent fils aîné, Frankie, d'encadrer Lenny.
Oscar apporte l'argent de la perle à une course d'hippocampes pour rencontrer Sykes, mais apprend que la course est truquée et parie toute la somme sur un hippocampe nommé "Jour de Chance". Ce qui attire l’attention d’un poisson-lion attiré par l’argent nommé Lola qui essaye de séduire de manière flagrante Oscar. Sykes est ennuyé qu'Oscar parie l'argent, mais il espère qu'Oscar pourra gagner. Jour de Chance finit par prendre les devants avant de trébucher et perdre juste avant la ligne d'arrivée. Sykes s'emporte et ordonne à ses deux hommes de main des méduses, Ernie et Bernie, de s'occuper d'Oscar. Alors que les deux électrocutent Oscar , Frankie les voit et exhorte Lenny à manger Oscar, mais Lenny libère Oscar et lui dit de s'échapper. Furieux et fatigué de la tendresse de son frère, Frankie poursuit Oscar, mais soudain une ancre tombe sur son cou, le tuant. Dévasté et se blâmant pour la mort de son frère, Lenny s'enfuit. Sans aucun autre témoin, Oscar s'attribue le mérite d'avoir tué Frankie et devient rapidement célèbre en tant que "Tueur de Squales".
Sykes devient le manager d'Oscar et lui pardonne sa dette. Oscar s'installe au « sommet du récif » pour vivre dans le luxe dans un penthouse. Dans le même temps, Don Lino demande à tout le monde de chercher Lenny et le "Tueur de Squales". Oscar rencontre Lenny qui, conscient du mensonge d'Oscar, supplie Oscar de le laisser rester chez lui pour éviter de retourner chez son père. Angie découvre bientôt le mensonge d'Oscar et menace de le dire à tout le monde, mais lui et Lenny la convainquent de se taire. Le lendemain, Oscar et Lenny organisent un événement dans lequel Lenny fait semblant de terroriser la ville, et Oscar fait semblant de le vaincre au combat, cimentant ainsi la popularité d'Oscar et faisant croire aux requins que Lenny a également été tué, exaspérant Don Lino. Lola embrasse Oscar devant la caméra, rendant Angie jalouse. Cette nuit-là, alors que Lenny se déguise pour sa nouvelle vie de dauphin, Oscar et Angie se disputent vivement, Angie révélant qu'elle avait des sentiments pour Oscar avant même qu'il ne devienne le "Tueur de Squales". Oscar réfléchit à son égoïsme et quitte Lola.
Oscar achète des cadeaux pour Angie, mais découvre que Don Lino l'a kidnappée pour organiser une réunion, à laquelle Lola assiste également pour se venger d'avoir été larguée. Don Lino menace de manger Angie, qui est ligotée et bâillonnée, si Oscar ne se rend pas, mais Lenny « mange » Angie pour la sauver. Il la régurgite bientôt, et Don Lino se rend compte que Lenny déguisé est son fils. Enragé, Don Lino poursuit Oscar à travers le récif. Oscar fuit au Whale Wash, piégeant accidentellement Lenny dans la machinerie avant de piéger Don Lino. Tout le monde encourage Oscar, mais il avoue enfin la vérité derrière la mort de Frankie tout en exhortant Don Lino à respecter le mode de vie de Lenny. Don Lino se réconcilie avec son fils et l'accepte, et déclare que lui et sa bande ne portent pas de mauvaise volonté dans la ville. Oscar abandonne toute la richesse qu'il a acquise, devient co-gérant du Whale Wash (qui est maintenant fréquenté par les membres du gang) et entame une relation avec Angie.

## Fiche technique
- Titre français : Gang de requins
- Titre original : Shark Tale
- Réalisation : Éric Bergeron, Vicky Jenson et Rob Letterman
- Scénario : Michael J. Wilson et Rob Letterman d’après une histoire originale de Michael J. Wilson
- Musique : Hans Zimmer (additionnel : Trevor Morris, Geoff Zanelli et Clay Duncan)
- Chanson originale : Car Wash (chanteuses : Christina Aguilera et Missy Elliot)
- Producteurs : Bill Damaschke, Janet Healy et Allison Lyon Segan
- Producteur exécutif : Jeffrey Katzenberg
- Société de distribution : DreamWorks SKG, United International Pictures
- Budget : 75 000 000 $
- Box-office mondial : 363 430 310 $ (484 %)
- Pays de production :  États-Unis
- Langue originale : anglais
- Durée : 90 minutes
- Dates de sortie[1] : 
  - États-Unis : 1er octobre 2004
  - Belgique / France : 13 octobre 2004
- Dates de sortie DVD : 
  - États-Unis : 8 février 2005
  - France : 13 avril 2005 (location)

## Distribution

### Voix originales
- Will Smith : Oscar (Girelle)
- Jack Black : Lenny (Grand requin blanc)
- Robert De Niro : Don Lino (Grand requin blanc)
- Renée Zellweger : Angie (Poisson-ange)
- Angelina Jolie : Lola (Poisson-lion)
- Martin Scorsese : Sykes (Poisson-globe)
- Doug E. Doug : Bernie (Méduse)
- Ziggy Marley : Ernie (Méduse)
- Peter Falk : Don Brizzi (Requin-léopard)
- Michael Imperioli : Frankie (Grand requin blanc)
- Vincent Pastore : Luca (Pieuvre)
- David P. Smith : Joe le dingue (Bernard-l’ermite)
- Katie Couric : Katie Current
- Lenny Venito : Giuseppe (Grand requin blanc)

### Voix françaises
- Éric Judor : Oscar
- Patrick Timsit : Lenny
- Jacques Frantz : Don Lino
- Ludivine Sagnier : Angie
- Virginie Ledoyen : Lola
- Jean Benguigui : Sykes
- Dany Boon : Frankie
- Vincent Grass : Luca
- Ramzy Bedia : Joe le dingue
- Lucien Jean-Baptiste : Ernie
- Serge Sauvion : Don Brizzi
- Martial Le Minoux : Bernie
- Marc Saez : la crevette
- Gérard Surugue : Giuseppe / le commentateur de la course d'hippocampe
- Micky Sébastian : Katie Current